# Анита Рачвелишвили
Анита Рачвелишвили (на грузински: ანიტა რაჭველიშვილი; родена на 28 юни 1984 г. в Тбилиси) е грузинска оперна певица (мецосопран).

## Образование и кариера
В музикалното училище „Мухран Мачавариани“ Анита Рачвелишвили първо изучава пиано. След това постъпва в консерваторията в Тбилиси, където учи вокално пеене при Манани Егадзе. Като студентка в консерваторията дебютира в Грузинския театър за опера и балет, изпълнявайки партията на Мадалена в Риголето. Продължава музикалното си образование в Академия Ла Скала в Милано. Там директорът на „Ла Скала“, Даниел Баренбойм, я кани да изпълни главната роля в новата постановка на операта „Кармен“. Тази постановка от 2009 г. с тенор Йонас Кауфман като Дон Хосе е предавана по телевизията в много страни по света и донася на Анита Рачвелишвили международна слава. Критиците отбелязват силния ѝ глас и впечатляващото ѝ сценично обаяние. Рачвелишвили изпълнява партията на Кармен във водещи световни оперни театри като лондонския Кралски оперен театър, Канадската опера, Метрополитен опера в Ню Йорк и др. Сред другите ѝ оперни роли са Орфей („Орфей и Евридика“), Далила („Самсон и Далила“), Дулсинея („Дон Кихот“) и Кончаковна („Княз Игор“). През 2016 г. Рачвелишвили се появява в ролята на Амнерис в постановка на „Аида“ в Парижката опера, за която печели похвалите на критиците..
През ноември 2016 г. Анита Рачвелишвили изнася представление и в България в ролята на Кармен.

## Семейство
През 2016 г. се омъжва за грузинския певец и музикант Отар Майсурадзе.

## Награди
- 2017 – Bachtrack Opera Awards – Най-добра певица [7]